# Beetlejuice
Beetlejuice (literalment, en català, "suc d'escarabat") és una pel·lícula estatunidenca dirigida per Tim Burton i estrenada el 1988, i ha estat doblada i subtitulada al català.

## Argument
La pel·lícula narra la història d'una jove parella (interpretada per Alec Baldwin i Geena Davis) que, després d'adquirir una bonica casa als afores de la ciutat, té un accident de cotxe en què ambdós moren, sense ells sospitar-ho. Un matrimoni nou, format per l'extravagant escultora Delia i el seu apocat marit Charles, juntament amb la filla Lydia, compra la casa i els fantasmes es veuen desnonats contra la seua voluntat. Després de descobrir la seua nova naturalesa, demanen ajuda a Beetlejuice, un desagradable fantasma cridaner que tractarà de fer fora els vius de la casa emprant els seus poc recomanables mètodes.

## Repartiment
- Michael Keaton: Beetlejuice
- Alec Baldwin: Adam Maitland
- Geena Davis: Barbara Maitland
- Winona Ryder: Lydia Deetz
- Catherine O'Hara: Delia Deetz
- Jeffrey Jones: Charles Deetz
- Glenn Shadix: Otho
- Sylvia Sidney: Juno

## Quant a la pel·lícula
Beetlejuice és un personatge creat pel cineasta Tim Burton. És un difunt que viu en el "No-Món", recreació del món real segons la visió dels morts. Beetlejuice treballa precisament com a "exorcista dels vius", és a dir, ajuda qualsevol ésser viu que pugui ésser pertorbat a fer fora els fantasmes de les llars, o de qualsevol altre lloc. Beetlejuice fou dissenyat com un home brut, grosser i bergant, la idea d'una bona alimentació del qual són les paneroles; va descurat i vestit amb un antiquat vestit de ratlles, i és capaç de transformar-se o de desfigurar el seu cos al seu antull en les formes més divertides i grotesques.
Aquest desenraonat personatge és el protagonista de la pel·lícula, interpretat per l'actor Michael Keaton. Winona Ryder fa el paper de Lydia Deetz, una ombrívola nena que detesta el seu pare i mare adoptiva, Charles i Delia Deetz, interpretats per Jeffrey Jones i Cahterine O'Hara, respectivament. La pel·lícula, d'un delirant humor negre, de vegades fins i tot desagradable, fou un gran èxit per aquell any, recaptant només als Estats Units 73 milions de dòlars. Pels fans de culte de Burton fou, i és avui dia, una peça imprescindible de llur col·lecció.
El personatge de Beetlejuice fou portat en la dècada dels noranta a la pantalla de televisió a través d'una sèrie de dibuixos animats de 94 episodis, realitzada per Nelvana. La sèrie fou emesa a l'ABC des del 9 de setembre del 1989 fins al 6 de desembre del 1991, arribant a mantenir la popularitat d'aquest personatge, convertint-lo en una figura de culte per a moltes persones a causa del seu humor irreverent, les seues imaginatives situacions i el seu ambient lúgubre, en l'onda del seu creador Tim Burton. Posteriorment fou recuperat per FOX, Nickelodeon i Cartoon Network.